# Спірідон Ламброс
Спірі́дон Ла́мброс (грец. Σπυρίδων Λάμπρος; 1851—1919) — грецький історик, професор, прем'єр-міністр країни.

## Життєпис
Народився в Корфу 1851 року. Вивчав історію в Лондоні, Парижі та Відні.
1890 року став викладачем історії та стародавньої літератури Афінського університету. За три роки став проректором того ж університету.
Після 1903 Ламброс започаткував академічний рух, який отримав назву Νέος Ἑλληνομνήμων та вивчав науковий і філософський розвиток грецькомовного світу, включаючи візантійський та османський періоди.
У жовтні 1916 року за часів Національного розколу та існування двох урядів (Венізелоса у Фессалоніках та короля Костянтина в Афінах) колишньому лібералу та прибічнику Венізелоса було доручено сформувати новий уряд в Афінах. Зрештою, в Афінах пройшли масові заворушення, у зв'язку з чим Ламброс був засуджений за невірне управління. Після цього він подав у відставку з посту глави уряду. Після вигнання короля Костянтина з країни Ламброс вирушив у добровільне вигнання спочатку на острів Ідра, а потім — на Скопелос.
Помер на Скопелосі 23 липня 1919.

## Родина
Його дочка, Ліна Цалдарі, була обрана до складу грецького Парламенту 1956 року та стала першою жінкою на посаді міністра соціальної політики.